# Pilar Millán Astray
Pilar Millán-Astray y Terreros (La Corunya, 1879 - Madrid, 22 de maig de 1949) va ser una escriptora espanyola, autora de prop de mig centenar de llibres. En el període d'entreguerres va ser la comediògrafa més popular d'Espanya sobretot gràcies a l'obra La tonta del bote estrenada el 1925, durant la Dictadura de Primo de Rivera. El seu germà petit va ser el militar José Millán Astray, fundador de la Legió Espanyola.

## Biografia
Quan va enviduar, va tirar endavant els seus tres fills treballant durant la Primera Guerra Mundial per a l'espionatge alemany a Barcelona, segons va revelar l'historiador Fernando García Sanz en el seu llibre España en la Gran Guerra, publicat en 2014. El personatge més important al que va espiar va ser a l'ambaixador britànic a Espanya sir Arthur Henry Hardinge, rebent la important summa de mil pessetes per cada còpia de documents que lliurava.
Després de la guerra es va produir l'enlairament de la seva carrera literària, especialment després de guanyar el premi Blanco y Negro de 1919 amb la novel·la La hermana Teresa. Pel que sembla va ser Jacinto Benavente qui la va animar al fet que escrivís la seva primera obra de teatre —«En vostè hi ha una gran dramaturga», li va dir— que va ser El rugir del león (1923), a la que seguiren altres sainets i obres costumistes com La galana, Una chula de corazón i La tonta del bote. Aquesta última va ser un gran èxit i va arribar a representar-se 310 dies consecutius. La coberta del llibre de la seva comèdia La mercería de la dalia roja conté un retrat seu obra de Julio Romero de Torres.
Durant la Segona República Espanyola dirigí el Teatro Muñoz Seca de Madrid.
D'idees conservadores, va donar suport als militars que es van revoltar al juliol de 1936, entre ells el seu germà José Millán Astray, i fou empresonada a la presó per a dames d'Espanya que el govern republicà va organitzar a Alaquàs (País Valencià). En aquesta presó també hi van ser recloses Rosario Queipo de Llano, Carmen Primo de Rivera o Pilar Jaraiz Franco, també emparentades amb generals sublevats destacats. Acabada la Guerra Civil Espanyola va recollir la seva experiència a la presó en el llibre Cautivas. 32 meses en las prisiones rojas (1940). L'empresonament va malmetre la seva salut i va morir quan participava en un homenatge a l'actriu Josita Hernán.